# Fokke Simonszstraat

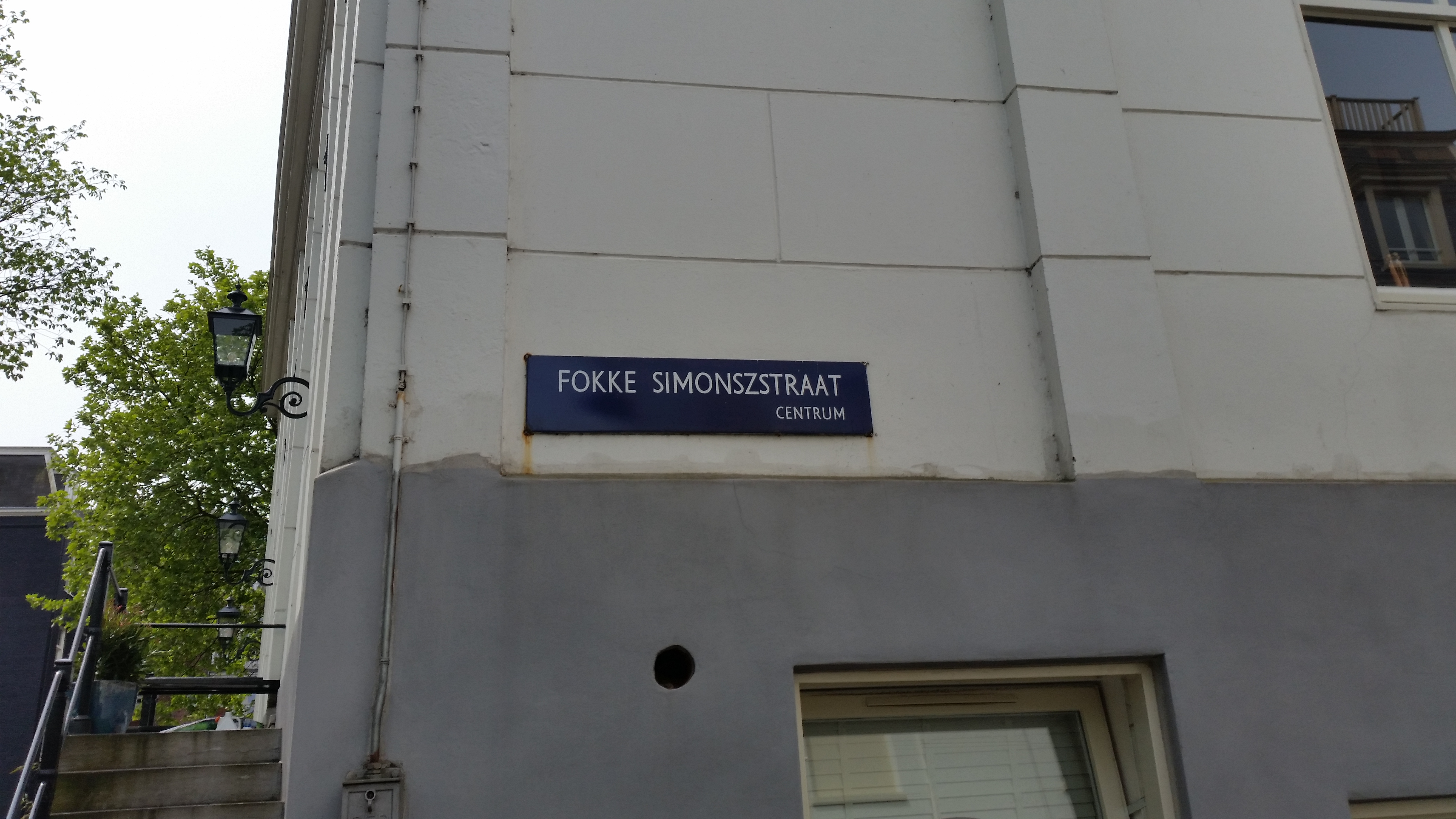
Straatnaambord bij Reguliersgracht (mei 2020)

De Fokke Simonszstraat is een straat in Amsterdam-Centrum.

## Geschiedenis en ligging
De gemeente Amsterdam vernoemde deze straat op 2 oktober 1873 naar de schrijver Arend Fokke Simonsz, die enige tijd aan de Looierssloot zou hebben gewoond. Alhoewel deze buurt van Amsterdam al eeuwenoud is, is de straatnaam dus relatief nieuw. De straatnaam werd gegeven omdat de Nieuwe Looierssloot/Nieuwe Looijerssloot die hier tot genoemd jaar liep gedempt werd. Een van de initiatiefnemers bij de demping van sloot annex modderpoel was de schrijver, maar ook een soort vroege projectontwikkelaar Johannes Hilman. De sloot was voor demping een modderpoel met onhygiënische toestanden voor de arme bevolking. Het verhaal gaat dat de straatnaam mede een verwijzing is naar Cornelis Fock, burgemeester, die zou hebben meegewerkt aan de demping.
Men koos er toen voor om de straatnaam te wijzigen; elders in de stad gebeurde dat niet, zie bijvoorbeeld bij de Rozengracht, die gracht in haar naam hield ondanks de demping. Tijdens de afwerking van de demping werd hier als proef een stukje Liernurstelsel aangelegd (ook een van de redenen om tot demping over te gaan), dat rond 1920 weer verwijderd werd toen er modernere rioleringsystemen waren.
De Fokke Simonszstraat is gesitueerd tussen de Vijzelgracht en Reguliersgracht. De Nieuwe Looierssloot en de straat liepen/lopen enigszins parallel aan de Lijnbaansgracht (het huizenblok ertussen wordt naar de Reguliersgracht steeds smaller).
Er is in de straat geen kunst in de openbare ruimte te vinden, al was er enig tijd voor 2020 een muurschildering met Amy Winehouse te zien. De nauwe straat is ongeschikt voor openbaar vervoer; daarvoor moet men uitwijken naar de Vijzelgracht.

## Gebouwen
Huisnummers lopen op van 1 tot en met 98, maar door renovatie is een aantal huisnummers verdwenen en toegevoegd. Zo is het hoogste huisnummer aan de oneven kant 73. Aan de straat staan huizen uit allerlei tijden en in allerlei stijlen. Zo staat er een blok uit 1960 van Cornelis Wegener Sleeswijk, die ook een groot kantoor ontwierp aan de Vijzelgracht.
Er staat een aantal gemeentelijke monumenten aan de straat, al dan niet huisnummers dragend aan de straat. Opmerkelijke gebouwen zijn:
- Fokke Simonszstraat 1.
- Fokke Simonszstraat 11-13; schoolgebouw van de Christelijke Burgerschool voor gewoon en meer uitgebreid lager onderwijs geopend op 5 augustus 1878; de school vertrok in verband met te veel leerlingen vanuit de Nieuwe Looiersstraat 44; het ontwerp was van J.W. Bernhardi; de directeur van de school heette destijds J.B. Bernhardi.[7][8][9]
- Fokke Simonszstraat 27-29 in combinatie met Nieuwe Looiersstraat 68-70; gemeentelijk monument.
- Fokke Simonszstraat 45-49; gemeentelijk monument.
- Fokke Simonszstraat 59-63; nieuwbouw uit 2019, genomineerd voor Amsterdamse Architectuur Prijs
- achtergevel van Hilmanhofje; gemeentelijk monument

### Fokke Simonszstraat 1
Dit is een gebouw dat in 1905 naar ontwerp van Haarlemse makelaar/architect Arnoldus Antonius Maria Brüning (1857- 1944) gebouwd is voor de Stichting Gijsbert Bakker. Oude bebouwing werd gesloopt. Hier kregen  weduwen en ongehuwde Rooms-Katholieke vrouwen onderdak. In 1933 werd dit gebouw opgevolgd door een gebouw met dezelfde doeleinden aan de Reinier Claeszenplein. In de 21e eeuw is er een hotel ingetrokken.

### Fokke Simonszstraat ongenummerd
Op de plaats waar huisnummer 33 ontbreekt staat de achtergevel een schoolgebouw uit 1835 gevestigd aan de Nieuwe Looiersstraat 76, van oorsprong een bewaarschool voor meisjes. Het gebouw in sobere neoclassicismestijl werd in 1996 een gemeentelijk monument, maar ontbeert dus een huisnummer aan de Fokke Simonszstraat.

## Afbeeldingen

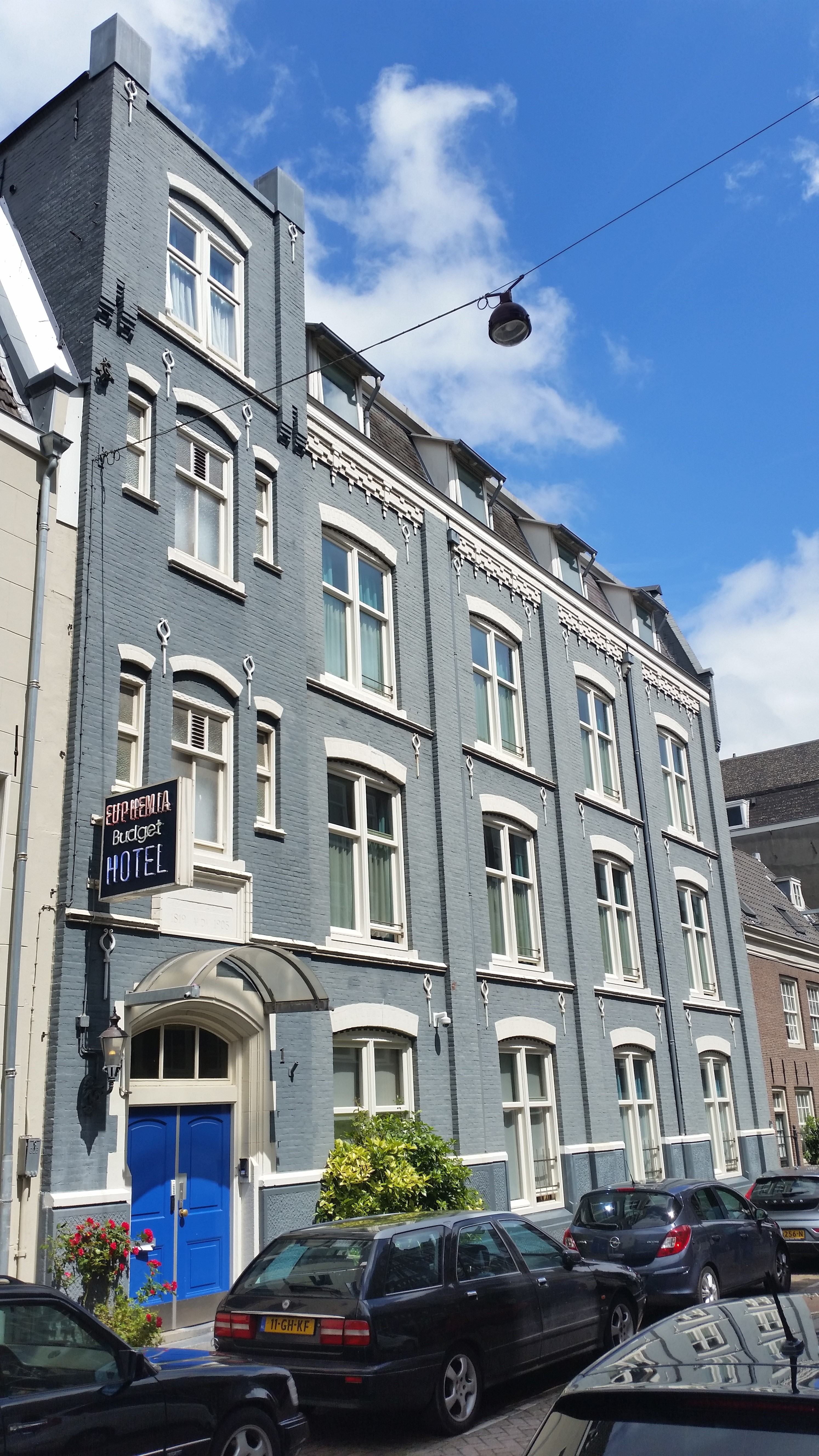
Fokke Simonszstraat 1 (juli 2020)
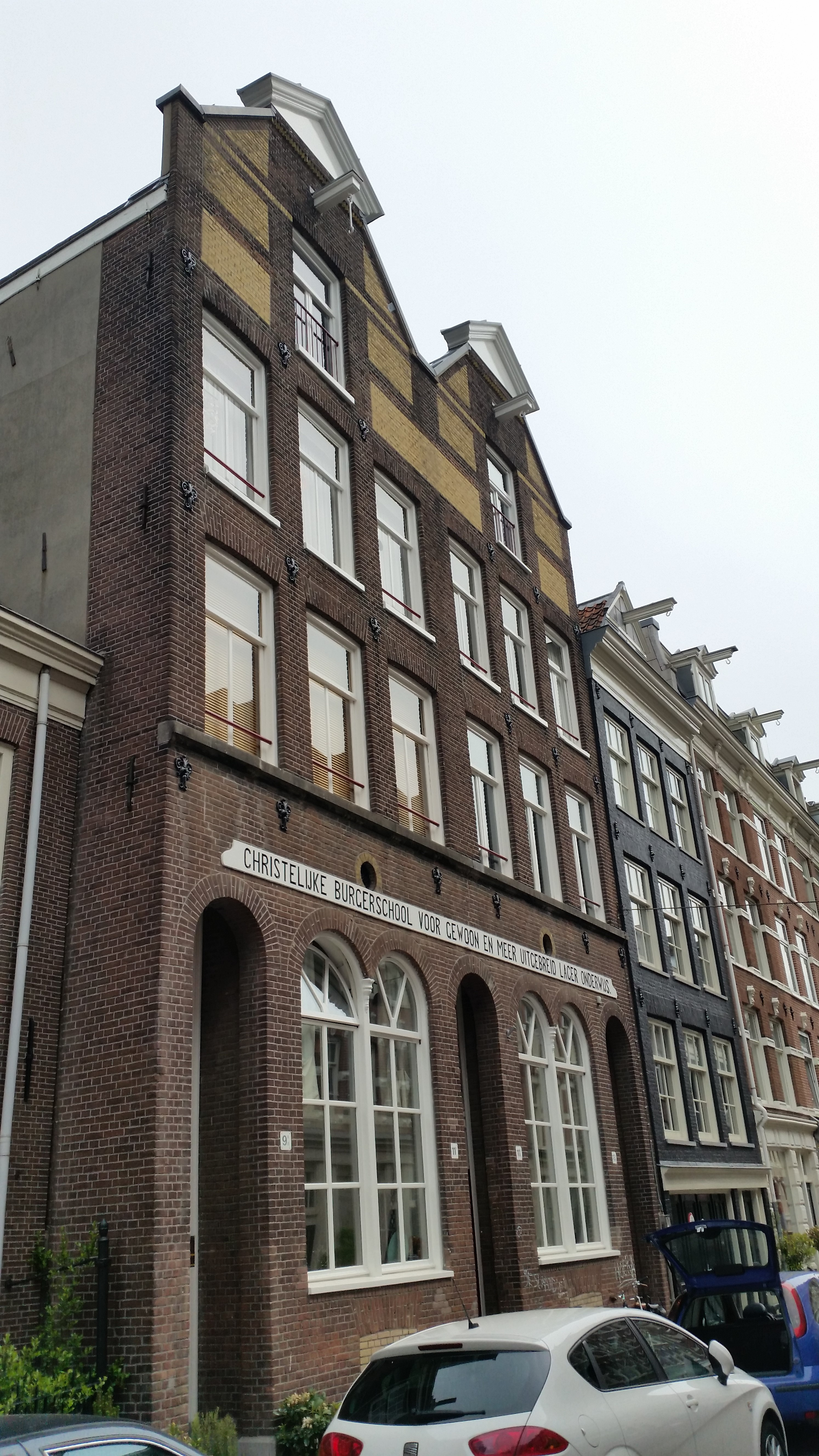
Fokke Sumonszstraat 9-13 (mei 2020)
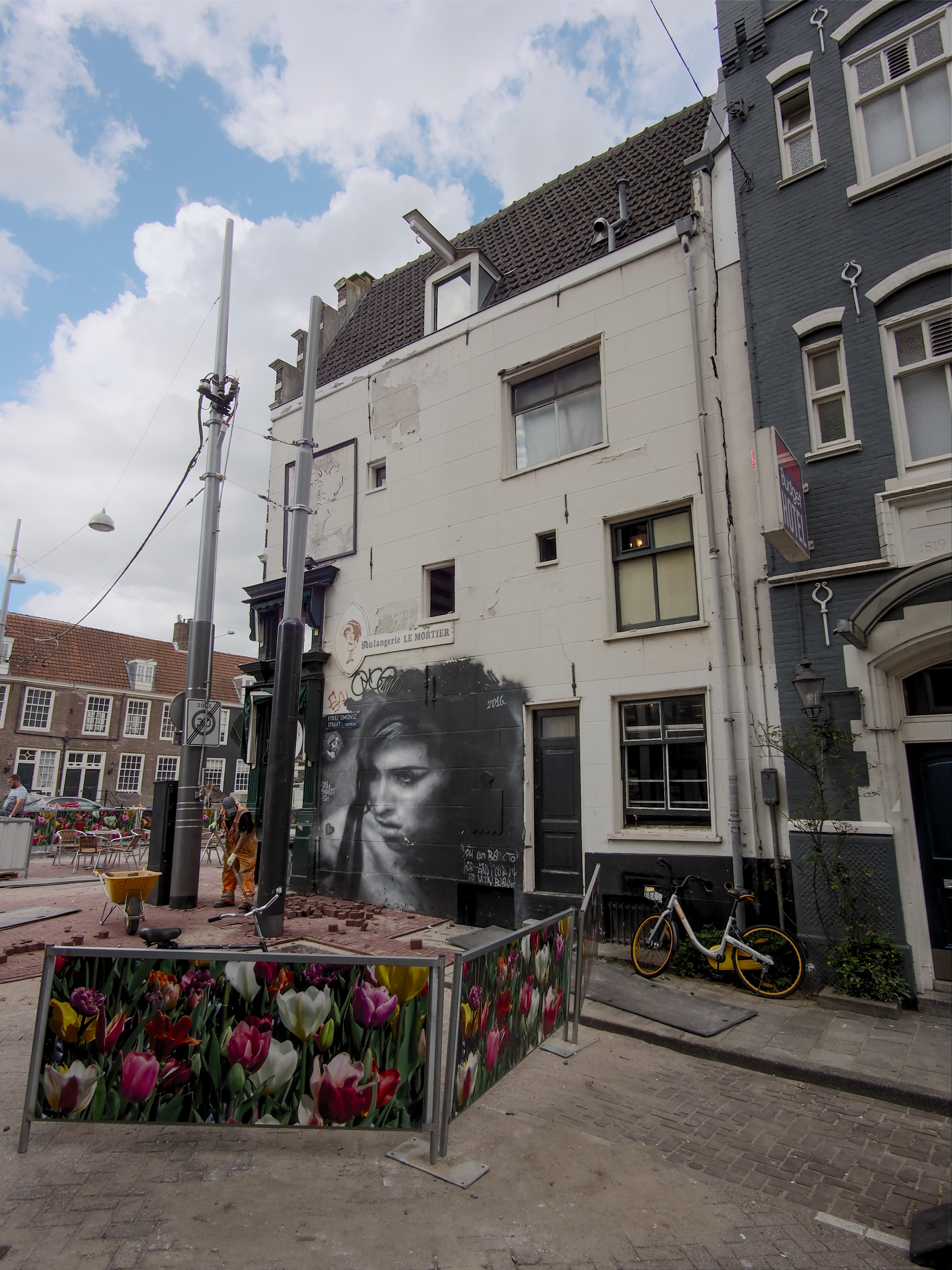
Amy Winehouse in de Fokke Simonszstraat (2017)
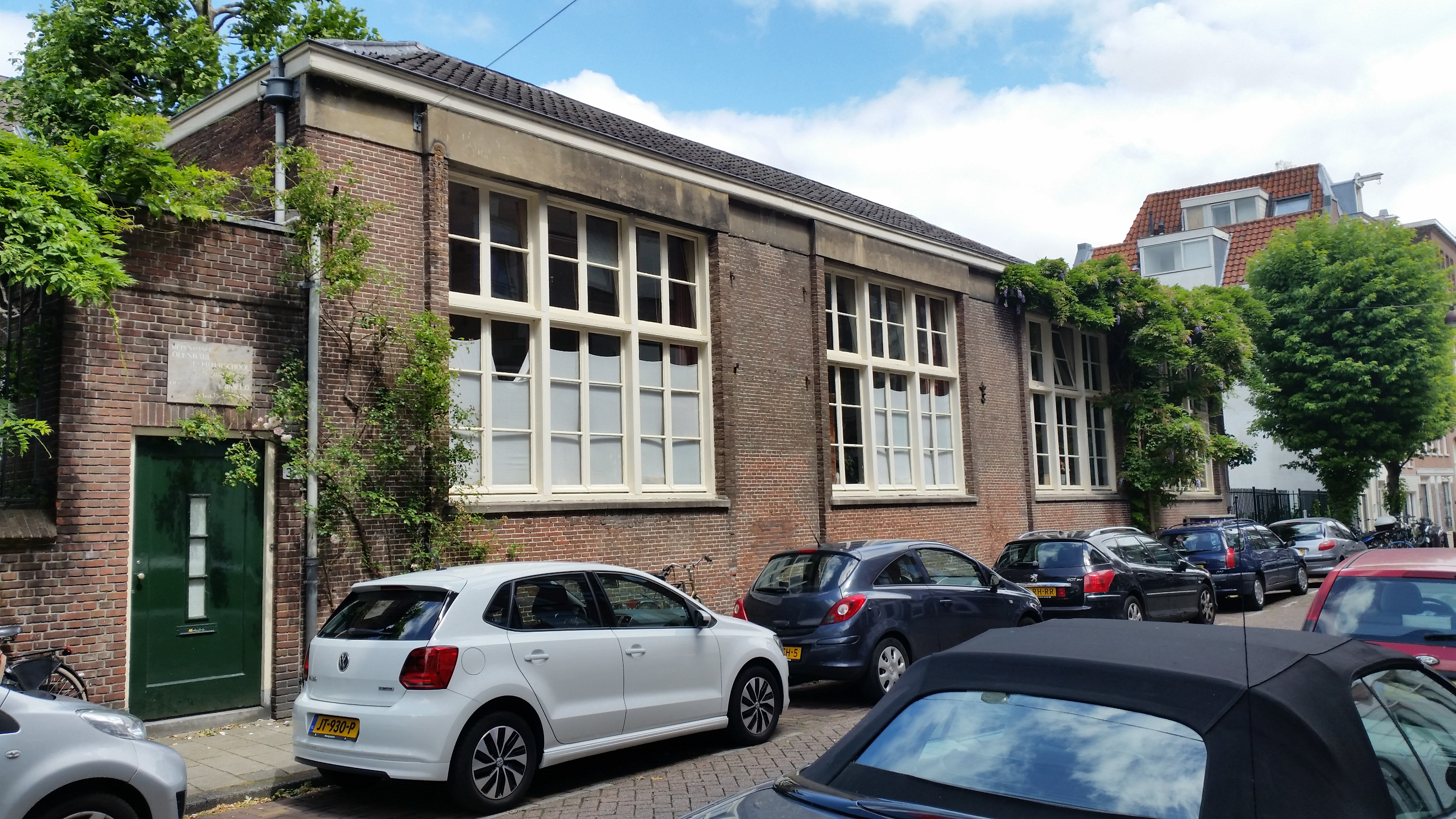
Achtergevel Walkartschool Fokke Simonszstraat ongenummerd (juli 2020)